# Tysmenycký rajón
Tysmenycký rajón (ukrajinsky Тисменицький район) byl rajón v Ivanofrankivské oblasti na Ukrajině. Hlavním městem byla Tysmenycja a rajón měl přibližně 82 tisíc obyvatel. 

## Sídla v rajónu
- Jezupil
- Lysec
- Tysmenycja